# Мобильный портал
Мобильный портал — это единая голосовая служба, объединяющая в себе множество функций: операторскую службу поддержки потребителей, голосовые сервисы компании — развлекательные и полезные, новостные и информационные разделы, розыгрыши призов, чат, гостевую книгу и т. п.
Навигация по порталу осуществляется в голосовом меню, переходить по которому можно либо с помощью кнопок телефона, либо отдавая голосовые команды.
Отдельно хотелось бы выделить возможность реализовывать callback — звонок системы абоненту. Главное его достоинство для абонента — он бесплатен. Таким образом можно организовывать прямые эфиры концертов или трансляции спортивных событий.
Голосовые сервисы являются самыми доступными из мобильных. Для того чтобы пользоваться ими, достаточно просто позвонить на нужный номер, и далее следовать инструкциям — не нужно даже уметь пользоваться SMS.
Голосовые услуги являются наиболее эмоциональными. Пункты меню, сами услуги, записанные профессиональными
актёрами (звездами шоу-бизнеса или спорта), сопровождаемые музыкой, шумовыми эффектами гораздо ярче и выразительнее, чем просто текст.
Объединяя в себе множество функций, мобильный портал может стать инструментом по повышению лояльности, а также образовать вокруг себя мобильное комьюнити потребителей.